# Het Lichtpunt
Het Lichtpunt is een kerkgebouw in Assen in de Nederlandse provincie Drenthe. Het behoort tot de kerkelijke gemeente Assen-Kloosterveen van de Nederlandse Gereformeerde kerken. Het kerkgebouw werd in 2008-2009 gebouwd en is in september 2009 door de gemeente in gebruik genomen. Het gebouw bevindt zich aan Boomgaard in de buurt Kloostergaarde van de wijk Kloosterveen.
De gemeente kerkte tijdens de nieuwbouw in de Hervormde kerk te Bovensmilde. Anno 2023 telt deze kerkelijke gemeente ruim 1450 leden.
Het Lichtpunt is een modernistische zaalkerk met een tuiconstructie die een samengestelde houten mast overeind houdt, die 's nachts wordt verlicht. De architect van het gebouw is Klaas Klamer uit Leeuwarden.